# 1967年の航空
< 1967年
1966年の航空 - 1967年の航空 - 1968年の航空

## 航空に関する出来事
- 1月27日 - アポロ1号が訓練中に火災を起こし、宇宙飛行士のヴァージル・グリソム、エドワード・ホワイト、ロジャー・チャフィーが死亡した。

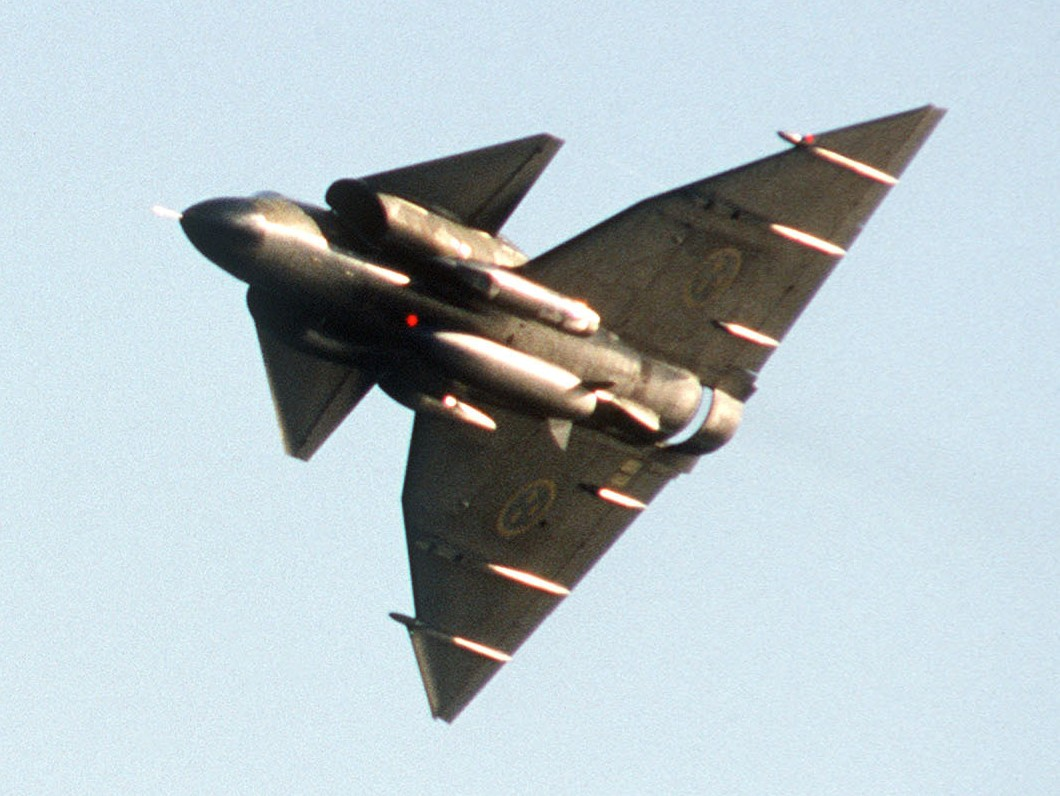
サーブ 37ビゲン

- 2月8日 - スウェーデンの戦闘機サーブ 37ビゲンが初飛行した。
- 2月10日 - VTOL輸送機の実験機、ドルニエ Do 31が初飛行した。
- 2月16日 - 西ドイツのベルコウ（Bolkow）社で開発された小型の双発多用途ヘリコプター、MBB Bo 105が初飛行した。
- 3月6日 - 日本航空、世界一周線の運航開始。
- 4月3日 - シュド・アビアシオンがポテを子会社とした。
- 4月9日 - 旅客機ボーイング737が初飛行した。
- 4月17日 - アメリカの月探査船、サーベイヤー3号が、打ち上げられた。サーベイヤー3号は4月20日に月に着陸した。
- 4月23日 - ウラジミール・コマロフが搭乗したソユーズ1号が打ち上げられた。4月24日にソユーズ1号は着陸に失敗し、コマロフは死亡した。
- 4月28日 - オランダ・アムステルダム郊外にアムステルダム・スキポール空港開港。
- 4月30日 - ベトナム人民空軍のグエン・バン・コクがMiG-21でアメリカ空軍のF-105Dを撃墜した。グエンはベトナム戦争で9機の撃墜を記録した。
- 5月9日 - 旅客機フォッカー F28が初飛行した。
- 6月5日 - ボーイングが、アメリカン航空にボーイング707-120Bを引き渡し、ボーイングの旅客機生産が10,000機に達した。
- 6月5日 - イスラエルとアラブ諸国の間で、六日戦争が始まった。1日間のイスラエルの空爆でエジプト、シリア、ヨルダンの航空戦力は壊滅した。
- 6月10日 - 六日戦争が、イスラエルの圧倒的な勝利で終了した。
- 7月1日 -　南西航空株式会社（略称SWAL）が運航を開始した。
- 7月2日 - ソビエトの戦闘爆撃機、スホーイ Su-24が初飛行した。
- 7月19日 -  ノースカロライナ州のアッシュビルの空港から離陸したボーイング 727-22とセスナ31が空中衝突して、両機とも墜落、82人が犠牲になった。
- 9月25日 - フランス、イギリス、ドイツの間で、エアバス生産の契約が結ばれた。
- 10月3日 - ウィリアム・J・ナイトの操縦する実験機、X-15がマッハ6.72（7,297km/h)の世界速度記録を樹立した。
- 10月7日 - グラスファイバーを航空機の構造材として用いた4人乗りの軽飛行機ウィンデッカー イーグルが初飛行した。後にアメリカ空軍でYE-5としてステルス実験機として使用された。
- 10月23日 - 消防用飛行艇、カナディア CL-215が初飛行した。
- 10月25日 - フランスのロケットCoraが3番目の打ち上げに失敗し、開発は取りやめられた。
- 12月11日 - トゥールーズのシュド・アビアシオンの工場でコンコルドの試作1号機が招待客、工場関係者、報道関係者を招いてロールアウトした。

## 1967年に初飛行した機体の画像

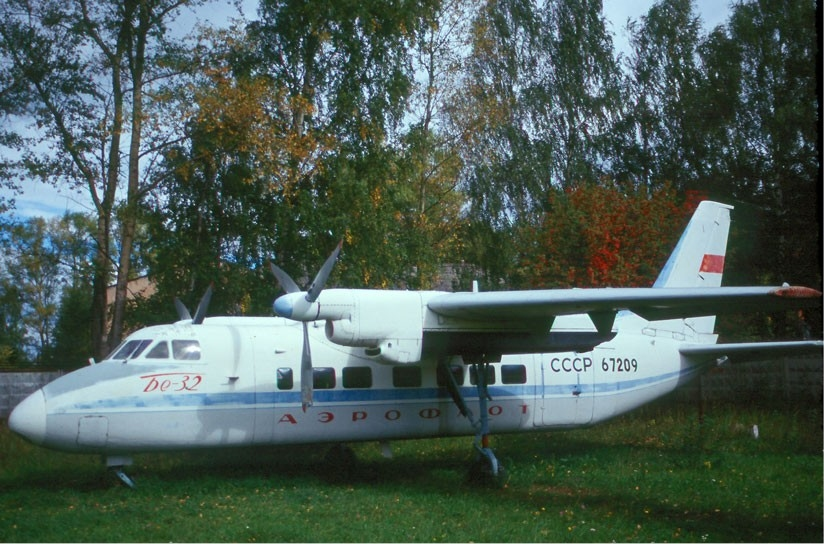
Be-328 （3月3日）
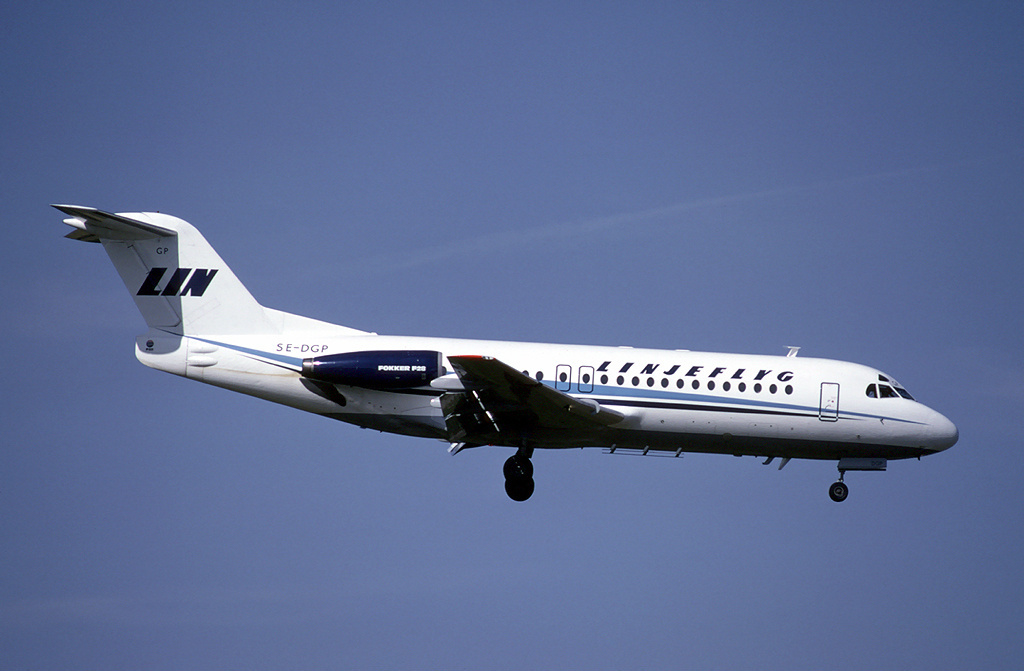
フォッカー F28 （5月9日）
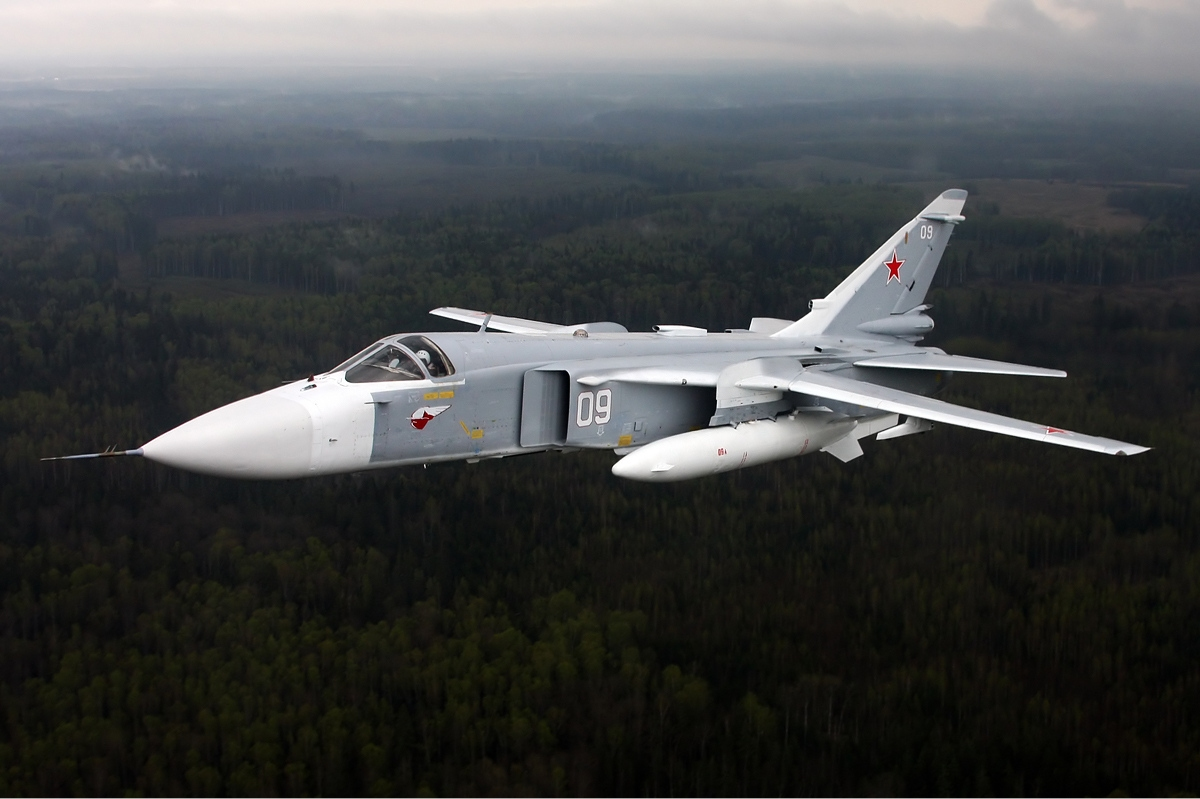
Su-24 （7月2日）
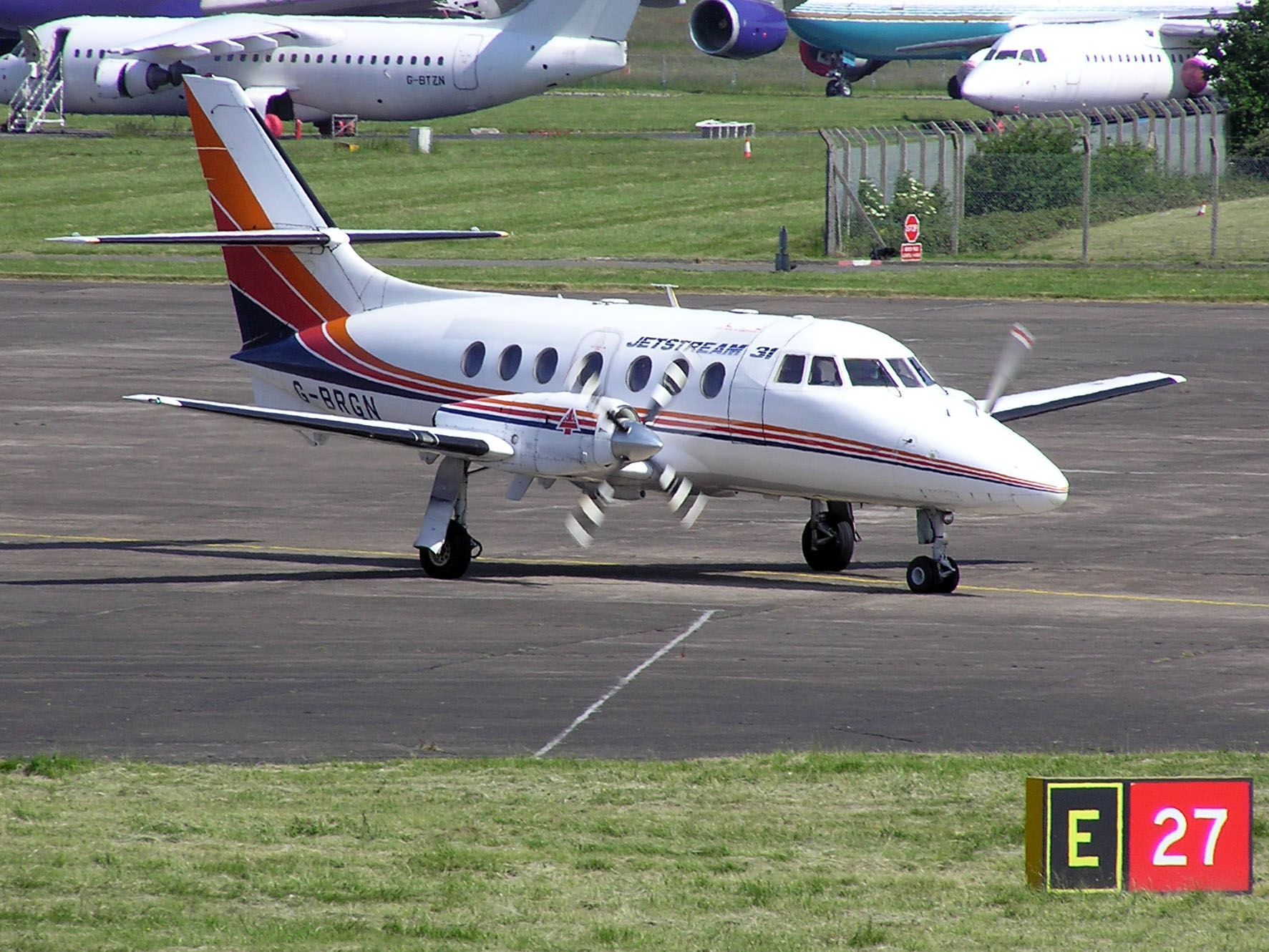
ハンドレページ ジェットストリーム （8月18日）

## 航空に関する賞の受賞者
- フランス飛行クラブ大賞：Adrienne Bolland、 Elisabeth Boselli、マルセル・ダッソー(Marcel Dassault)、ディディエ・ドーラ(Didier Daurat)、ジャン・ラスール(Jean Lasserre)、 Georges Libert、アンリ・ポテ(Henri Potez)
- ハーモン・トロフィー：ウィリアム・J・ナイト
- FAI・ゴールド・エア・メダル：ジョセフ・ウォーカー
- イギリス飛行クラブ金賞：デニング・ピアソン（Denning Pearson）- ロールスロイスのエンジニア
- デラボー賞： ミハイル・ミハイロヴィッチ・コマロフ